# Сома
Вижте пояснителната страница за други значения на Сома.
Сома (на френски: Somme) е река в Северна Франция (департаменти Ен и Сома), вливаща се в протока Ламанш на Атлантическия океан. Дължина 245 km, площ на водосборния басейн 6550 km².

## Географска характеристика
Река Сома води началото си на 93 m н.в., на 10 km североизточно от град Сен Кантен, в северозападната част на департамента Ен. По цялото си протежение тече през хълмистата равнина на историко-географската област Пикардия в широка и плитка долина със спокойно и бавно течение, в горното течение на югозапад, запад и северозапад, в средното – на запад-югозапад, а в долното – на запад-северозапад. Влива се в протока Ламанш на Атлантическия океан. чрез малък естуар, в чертите на град Сен Валери сюр Сом, в северозападната част на департамента Сома.
Водосборният басейн на Сома обхваща площ от 6550 km². Речната ѝ мрежа е едностранно развита с по-дълги и пълноводни леви притоци и почти отсъстващи десни. На север и юг водосборният басейн на Сома граничи с водосборните басейни на реките Оти и Брел, вливащи се в Атлантическия океан, на североизток – с водосборния басейн на река Шелда (от басейна на Северно море), а на югоизток – с водосборния басейн на река Оаз (десен приток на Сена). Най-голям приток Авър (66 km, 928 km²)
Река Сома има предимно дъждовно подхранване с почти целогодишно пълноводие. Среден годишен отток в устието 45 m³/sec.

## Стопанско значение, селища
Сома има важно транспортно значение за Франция. Средното и горното течение на реката е канализирано и чрез система от шлюзове е плавателна почти до извора си. Изградени са четири плавателни канала, два от които свързват Сома с река Оаз на юг и два – с река Шелда на север.
Долината на реката е гъсто заселена, като най-големите селища са градовете: Сен Кантен (департамент Ен); Перон, Корби, Амиен, Абвил и Сен Валери сюр Сам (департамент Сома).

## Историческа справка
В периода от 1 юли до 18 ноември 1916 по бреговете на реката се провежда едно от най-тежките сражения в хода на Първата световна война – битката при Сома.